# 內山昂輝
內山昂輝（日语：／ Uchiyama Kōki，1990年8月16日—）是日本男性聲優和演員。出生於埼玉縣，所屬公司為向日葵劇團。血型A型。
代表作有《排球少年！！》（月島螢）、《王國之心系列》（洛克薩斯/菲恩圖斯）、《IS〈Infinite Stratos〉》（織斑一夏）、《Yuri!!! on ICE》（尤里·普利謝茨基）、《Charlotte》（乙坂有宇）、《Free!》（桐嶋郁弥）、《【我推的孩子】》姬川大輝。

## 經歷
三歲進入劇團，進入劇團以來通過配音工作活躍著，也曾出演電視劇，主要飾演少年角色。雖是演員但鮮少在媒體前露面，也沒有出演過舞臺劇。第一部配音作品是A.I.。2005年擔當王國之心II中洛克薩斯（Roxas）的CV而開始知名，由此配音工作開始增多。自稱“不是開朗活潑”的類型，所以擔當的角色内心總有些陰暗面。王國之心的監督野村哲也也覺得內山昂輝是個「影のある少年」（有黑暗面的少年）。
2011年，獲第5回聲優獎的新人男優賞。2015年，獲東京動畫獎「年度最佳動畫」部門下的聲優獎。

## 人物介紹
- 在噬魂者電臺裏，經常被共演的同事務所前輩宮野真守欺負。
- 與另一位同事務所前輩木村良平關係很好，被對方像弟弟那樣寵愛，木村經常擔心内山朋友很少一事。據説木村曾向朋友講關於内山的事情，講了足足一小時。
- 跟入野自由(同時為王國之心系列中兄弟角色索拉的聲優)、豐永利行、小野友樹（内山與以上三人及木村良平在少年同盟共演）、梶裕貴（在罪惡王冠共演）關係不錯。
- 曾和入野自由一起去九州旅行，說過不想考駕照，有自由載他就可以了。
- 島崎信長曾說過很喜歡內山的女聲。
- 因爲言行喜好，曾被茅野愛衣、梶裕貴、木村良平喚作老爺爺，被這樣喊的時候本人也想起相關片段，例如在二十一歲已經輕微閃腰、冬天會因爲寒冷不願起床不願外出。
- 興趣是看電影、聽音樂、看書。有豐富的電影相關知識。
- 喜愛喝酒，二十歲生日便是在家一個人喝酒慶祝（日本法例規定二十歲才可以喝酒）。愛吃的食物是蕎麥麵和三明治。
- 是歌唱組合Perfume的擁躉，據說每次Perfume出唱片當天就會買；也會將Perfume相關的物品放在工作的桌子上，以試圖找到同好（木村良平說「大家都知道你喜歡Perfume啦！」）。
- 食量很小，所以身形非常瘦削。在Infinite Stratos的見面會當日只吃了兩三個飯糰。被共演的井上麻里奈和豐口惠擔心著。豐口更試過要内山向她彙報吃飯情況。
- 因爲身型瘦削，所以腕力和臂力不佳，也不擅長運動，運動之後很容易疲累。
- 求學階段在學校的朋友不多，小息、午休等時間通常都是獨自一人看書。也試過自己一個去看煙火。
- 自言「就算跟共演者也不大會熟絡」（「ハイキュー!! 烏野高校放送部!」第五回）。
- 我的朋友很少電臺的兩位主持木村良平和井上麻里奈不時在節目中談起内山，很擔心他朋友不多的情況，所以即使内山其實沒有出演本作，兩人都決定邀請他做來賓。又叫上與内山曾經有一面之緣、在作品中擔當楠幸村一角的山本希望（原因下述）。
- 之所以邀請内山和山本一起做我的朋友很少電臺的來賓，是由於某次錄音之後聲優們在找人玩卡牌遊戲大富豪和潛烏龜。碰巧内山在錄音室隔壁，於是木村、井上、山本和内山四人便一起玩卡牌遊戲，這便是山本和内山認識的契機。
- 對足球有熱烈興趣。擔任「梶裕貴のひとりこと」的嘉賓時，跟梶裕貴熱情地談起有關世界盃的事情，例如各隊實力、球員近況、賽果預測，更説道要將演出的報酬都拿去賭足球，如果贏錢便請本節目的工作人員吃飯。
- 雖然平時不是很有熱情和幹勁，可是談起戀愛相關的話題便突然激情起來。少年同盟的電臺會收集聽眾有關戀愛的片段，而在這環節不時聽到内山情緒高漲的時候。

## 參與作品
※粗體是主要人物。

### 電視動畫
2007年
- 神靈狩（男學生）

2008年
- SOUL EATER（SOUL）

2010年
- 屍鬼（結城夏野）
- FAIRY TAIL（午夜）
- 爆旋陀螺 鋼鐵戰魂 爆（傑克）

2011年
- IS〈Infinite Stratos〉（織斑一夏）
- 遊戲王ZEXAL（天城快斗）
- 「C」（余賀公麿）
- 少年同盟（淺羽悠太）
- 罪惡王冠（達利魯·楊）
- 爆旋陀螺 鋼鐵戰魂 4D（傑克）

2012年
- 創聖機械天使EVOL（神樂·戴姆里）
- 釣球（宇佐美夏樹）
- CRASH!（綠川一彥）
- 少年同盟2（淺羽悠太）
- 窮神（石蕗惠汰）
- 絕園的暴風雨（瀧川吉野）
- 爆旋陀螺 鋼鐵戰魂 ZERO G（火龍院忍）
- 探險托里蘭托（潘恩）
- 神奇寶貝超級願望（虎徹）
- 遊戲王ZEXAL（天城快斗）
- 蒼藍世界的中心（日语：蒼い世界の中心で）（迪爾）
- FAIRY TAIL（首腦二世）

2013年
- Hunter × Hunter 新版（「蟻王」梅路艾姆）
- 紙箱戰機WARS（乾影虎）
- RDG 瀕危物種少女（相樂深行）
- 探險托里蘭托 -1000年的真寶-（潘恩）
- 戀愛研究所（棚橋裕也）
- 神不在的星期天（艾利斯·卡勒）
- IS〈Infinite Stratos〉2（織斑一夏）

2014年
- BUDDY COMPLEX（隼鷹·迪奧·溫伯格）
- 偽戀（一條樂）
- 鑽石王牌（大前隆廣）
- 決鬥大師VS（切札勝舞〈青年期〉／ミスターマッチ）
- 地球隊長（仁 / ZIN）
- 排球少年！！（月島螢）
- Soul Eater Not!（SOUL）
- 乒乓 THE ANIMATION（月本誠）
- 蟲師 續章（辰）
- 元氣囝仔（木戶浩志）
- 信長協奏曲（織田信行）
- Happiness Charge 光之美少女！（海藤裕哉）
- 甘城輝煌樂園救世主（可兒江西也）
- GUNDAM創戰者TRY（石橋）

2015年
- 大家集合！Falcom 學園SC（日语：みんな集まれ!ファルコム学園）（黎恩·舒華澤）[4]
- Q Transformers 柯柏文歸來之謎（日语：キュートランスフォーマー 帰ってきたコンボイの謎）（煙幕）[5]
- 死亡遊行（克拉維斯）
- SHOW BY ROCK!!（艾伊恩）
- 偽戀:（一條樂）
- FAIRY TAIL 第2期（午夜）
- Charlotte（乙坂有宇）
- 六花的勇者（葛道夫·奧歐拉）
- 赤髮白雪姬（王子役）
- 排球少年！！第二季（月島螢）
- 一拳超人（梅爾薩加德）

2016年
- 虹色時光（直江剛）
- 機動戰士GUNDAM UC RE:0096（巴納吉·林克斯）
- 我的英雄學院（死柄木弔）
- 超時空要塞Δ（梅薩·伊雷菲爾特）
- Concrete Revolutio～超人幻想～ THE LAST SONG（辛）
- 遊戲王ARC-V（快斗）
- RS計劃 -Rebirth Storage-（佐神凜）
- SHOW BY ROCK!!SHORT!!（艾伊恩）
- 野球少年（原田巧）
- WWW.WORKING!!（足立正廣）
- SHOW BY ROCK!!#（艾伊恩）
- Yuri!!! on ICE（尤里·普利謝茨基）
- 排球少年！！烏野高中VS白鳥澤學園高中（月島螢）

2017年
- 我的英雄學院 第2期（死柄木弔）
- 覆面系NOISE（榊桃[6]）
- Fate/Apocrypha（言峰四郎 / 天草四郎時貞）
- 跳水男孩（丸山禮次）
- 將國戡亂記（聖官巴耶濟特）
- 魔法使的新娘（路茲 / 尤里西）
- 理想禁區（孟進）

2018年
- 紫羅蘭永恆花園（貝內迪克特·布盧）
- 我的英雄學院 第3期（死柄木弔）
- Free!-Dive to the Future-（桐嶋郁彌）
- 深夜！天才傻鵬（日语：深夜!天才バカボン）（成年阿一）
- 強風吹拂（杉山高志〈神童〉）

2019年
- revisions（堂嶋大介）
- 皿三昧（久慈悠）
- 獵獸神兵（西奧多爾／米陶洛斯）
- 彼方的阿斯特拉（烏魯克·茨威格[7]）
- 擅長捉弄人的高木同學2（濱口[8]）
- 實況主的逃脫遊戲【直播中】（忍霧石榴）
- 鬼滅之刃（下弦之伍—累）
- 在地下城尋求邂逅是否搞錯了什麼 第2期（蘇摩）
- 我的英雄學院 第4期（死柄木弔）

2020年
- 排球少年！！ TO THE TOP（月島螢）
- 聽我的電波吧（沖進次）[9]
- 池袋西口公園（安藤崇）
- 咒術迴戰（狗卷棘）
- 高校之神（朴一表）

2021年
- 堀與宮村（宮村伊澄）
- SHOW BY ROCK!! STARS!!（艾伊恩）
- 再見了，我的克拉默（山田鐵二）
- SSSS.DYNAZENON（西茲姆）
- 美妙世界 The Animation（樱庭音操）
- SD鋼彈世界 群英集（諸葛亮自由鋼彈）
- 佐賀偶像是傳奇 捲土重來（伊東正次郎）
- 我的英雄學院 第5期（死柄木弔）
- 月與萊卡與吸血公主（列夫·雷普斯）
- 宿命迴響：命運節拍（朝雛磔人[10]）
- 百萬噸級武藏（雨宮零士）
- SAKUGAN（フィデリオ）

2022年
- 擅長捉弄人的高木同學3（濱口）
- 作為女主角！～被討厭的女主角與秘密的工作～（染谷勇次郎[11]）
- 舞動不止（森流鶯[12]）
- 青之蘆葦（桐木曜一[13]）
- 黑之召喚士（凱爾文[14]）
- ORIENT 東方少年（島津秋弘[15]）
- 書蟲公主（阿列克謝·修特拉瑟[16]）
- 秋葉原冥途戰爭（催債人）
- 呆萌酷男孩（二見瞬[17]）
- 我的英雄學院 第6期（死柄木弔）
- 因為是反派大小姐所以養了魔王（艾雷法斯·雷比）
- BLUE LOCK 藍色監獄（糸師凜[18]）
- Fate/Grand Order 藤丸立香不明白 年末特別篇（崔斯坦）

2023年
- 冰屬性男子與無表情女子（冴島[19]）
- Buddy Daddies 殺手奶爸（諏訪零[20]）
- 魔王學院的不適任者～史上最強的魔王始祖，轉生就讀子孫們的學校～II（杰拉多·亞茲雷曼）
- 英雄傳說 閃之軌跡 北方戰役（黎恩·舒華澤[21]）
- Sugar Apple Fairy Tale（威廉·亞路邦）
- TRIGUN STAMPEDE（雷卡特[22]）
- 和山田談場Lv999的戀愛（山田秋斗[23]）
- 魔法使的新娘 SEASON2（路茲[24]）
- 魔法少女毀滅者（@號[25]）
- 境界服務（佩克·德斯蒙特[26]）
- 堀與宮村 -piece-（宮村伊澄[27]）
- 七大罪 啟示錄四騎士（森[28]／蘭斯洛特[29]）
- 東京復仇者 天竺篇（斑目獅音[30]）

2024年
- 秒殺外掛太強了，異世界的傢伙們根本就不是對手。（高遠夜霧[31]））
- 青之驅魔師 島根啟明結社篇（路西斐爾[32]）
- 藥師少女的獨語（陸孫[33]）
- 我獨自升級（道門泰星[34]）
- 肌肉魔法使-MASHLE-（卡爾巴裘·羅揚[35]）
- WIND BREAKER—防風少年—（杉下京太郎[36]）
- 我的英雄學院 第7期（死柄木弔[37]）
- 夜櫻家大作戰（蒼翠[38]）
- 迷宮飯（米斯倫[39]）
- 怪獸8號（鳴海弦[40]）
- 【我推的孩子】 第2期（姬川大輝[41]）
- 現代誤譯（妃隈暉[42]）
- 拉麵赤貓（城崎）
- 再見，地球（奎斯提恩＝阿德尼斯[43]）
- 雙生戀情密不可分（古間憐人）
- BLUE LOCK 藍色監獄 VS. U-20 JAPAN（糸師凜[44]）
- 七大罪 啟示錄四騎士 第2期（森／蘭斯洛特[45]）
- 青之驅魔師 雪之盡頭篇（路西斐爾[46]）
- 七龍珠大魔（古羅里奧[47]）
- 星辰墜落之國的妮娜（賽特[48]）
- Delico's Nursery（迪奧多·克拉席科〈青年期〉[49]）

2025年
- 魔農傳記 FARMAGIA（馬納斯[50]）
- 青之驅魔師 終夜篇（路西斐爾[51]）
- WIND BREAKER—防風少年— 第2期（杉下京太郎[52]）
- 再見，地球 第2期（奎斯提恩＝阿德尼斯[53]）
- 瞬間治癒卻被當成廢物踢出隊伍的天才治療師，改當無照治療師快樂過活（引路人）
- LAZARUS 拉撒路[54]
- 銀河特快車 Milky☆Subway（カート[55]）
- 薰香花朵凛然綻放（夏澤朔[56]）
- 怪獸8號 第2期（鳴海弦[57]）
- 為你著迷（江間讓二[58]）
- SAKAMOTO DAYS 坂本日常（樂[59]）
- 殺手旅店（シャオ[60]）
- WONDANCE—熱舞青春—（小谷花木[61]）
- 我的英雄學院 FINAL SEASON（死柄木弔[62]）

2026年
- DEAD ACCOUNT 死亡帳號（霞流括[63]）
- 東京復仇者 三天戰爭篇（斑目獅音[64]）

### 動畫電影
2003年
- 我的妹妹小桃子（日语：もも子、かえるの歌がきこえるよ。）（倉本力）

2011年
- 螢火之森（銀）
- UN-GO episode:0 因果論（山賀達也）

2015年
- 劇場版 排球少年！！結束與開始（月島螢）
- 劇場版 排球少年！！勝利者與失敗者（月島螢）
- 好想大聲說出心底的話。（坂上拓實、蛋）
- High☆Speed! -Free! Starting Days-（桐嶋郁彌）

2017年
- POP IN Q（雷諾）
- 劇場版 排球少年！！總集篇 青葉城西高校戰（月島螢）
- 劇場版 排球少年！！總集篇 白鳥澤學園高校戰（月島螢）
- 劇場版 Free！ -Timeless Medley- 絆（桐嶋郁彌）
- 劇場版 Free！ -Timeless Medley- 約束（桐嶋郁彌）
- 特別版 Free！ -Take Your Marks-（桐嶋郁彌）

2019年
- 劇場版 Free！ -Road to the World- 夢（桐嶋郁彌）
- 只想受到你的歡迎（葦田茂一）[65]
- 我的英雄學院劇場版：英雄新世紀（死柄木弔）

2020年
- 紫羅蘭永恆花園外傳：永遠與自動手記人偶（貝內迪克特·布盧）
- この世界の楽しみ方 享受這個世界的方法~Secret Story Film~（染谷 勇次郎）

2021年
- 新·福音战士剧场版：终（加持良治〈少年时期〉）
- 電影 再見了，我的克拉默 First Touch（山田鐵二）
- 劇場版 咒術迴戰 0  （狗卷棘）

2022年
- 劇場版 擅長捉弄人的高木同學（濱口）

2024年
- 劇場版 排球少年！！ 垃圾場的決戰（月島螢[66]）
- DEAD DEAD DEMON'S DEDEDEDE DESTRUCTION 惡魔的破壞（小比類巻健一[67]）
- 劇場版 BLUE LOCK 藍色監獄 -EPISODE 凪-（糸師凜[68]）
- 心之觸碰。[69]
- 風都偵探 假面騎士Skull的肖像（菲利普[70]）

2025年
- 一百公尺。—100M—（財津[71]）

### OVA
- 機動戰士鋼彈 UC（2010年 - 2014年、巴納吉·林克斯）
- IS〈Infinite Stratos〉 嚮往戀愛的六重奏（2011年、織斑一夏）
- 金田一少年之事件簿 黑魔術殺人事件（2012年、井澤研太郎）
- IS〈Infinite Stratos〉2 世界清除篇（2014年、織斑一夏）
- 排球少年！！列夫登場！（2015年、月島螢）
- 排球少年！！「VS不及格」（2015年、月島螢）
- Under the Dog（2016年、七瀨俊一）
- 魔法使的新娘 等待繁星之人（2016年、路茲）※隨著單行本第6－8冊特裝版的發行附贈DVD
- 虹色時光「虹色日和」（2016年、直江剛）[72]
- 排球少年！！「特集！赌在春高排球上的青春」（2017年、月島螢）
- Free!－Dive to the Future－第0話（2018年、桐嶋郁彌）
- 岸邊露伴一動不動 The Run（橋本陽馬）
- Fate/Grand Carnival（2021年、崔斯坦）
- 魔法使的新娘 西方少年與青嵐騎士（2021年、路茲）※隨著單行本第16－18冊特裝版的發行附贈Blu-ray

### 網路動畫
2018年
- 惡魔人 Crybaby（不動明）
- 英雄面具（哈利·克萊頓）

2019年
- SD高達世界 三國創傑傳（诸葛亮自由高达）

2022年
- 風都偵探（菲利普[73]）

2025年
- 迪士尼 扭曲仙境 動畫版（Idia Shroud[74]）

### 廣播劇CD
- 天使1/2方程式（杉本真那）

### 遊戲
- Disney Twisted-Wonderland（イデア· シュラウド）
- 王國之心II（洛克薩斯／Roxas）
- 王國之心 358/2天（洛克薩斯／Roxas）
- 這個美妙的世界（櫻庭音操）
- 最終幻想 零式（利恩·鬼牌）
- 王國之心 夢中降生（菲恩圖斯／Ventus）
- 王國之心3（洛克薩斯／Roxas 菲恩圖斯／Ventus）
- GUNDAM系列（巴納吉·林克斯）
- 符文工廠4（雷斯特）
- 靈魂扳機（拉茲）
- 英雄傳說 軌跡系列（黎恩·舒華澤）
  - [PS VITA] 英雄傳說 閃之軌跡
  - [PS4]英雄傳說 創之軌跡
- 鎖鏈戰記（ヘリオス、ウワイジュ、イフサーン、黎恩·舒華澤）
- Hortensia SAGA 蒼之騎士團（黎恩·舒華澤）
- 夢幻模擬戰 Mobile（伊普西龍／黎恩·舒華澤）
- IS〈Infinite Stratos〉2 Ignition Hearts（織斑一夏）
- 白貓Project（アルカ・アトレイア、アレン・ルロワ）
- 傳說對決（埃羅）
- Dragalia Lost ～失落的龍絆～（尤帝爾）
- Fate/Grand Order（天草四郎、崔斯坦）
- 問答RPG 魔法使與黑貓維茲（一樹·麥斯格雷夫）
- 星界神話（星霊・アイフロート）
- LOST ORDER（日语：ロストオーダー）（羅茲·威斯特）
- 惡魔獵人5（V）
- 另一個伊甸~穿越時空的貓（主角）
- 碧藍幻想（スカル）
- 勇者鬥惡龍XI尋覓逝去的時光（卡繆）
- JUMP FORCE（梅路艾姆）
- Sdorica 萬象物語（艾斯・亞爾德席克）
- 原神（雷澤）
- 模型少女AWAKE（趙雲）
- 陰陽師 (遊戲)（須佐之男）
- 寶可夢大師（格拉吉歐）
- 伊瑟（柯洛羅）
- 女神異聞錄：夜幕魅影（上城渚/主人公）

### 特攝
- 烈車戰隊特急者（マリオネットシャドー）
- 假面騎士聖刃（デザスト/第二代假面骑士Falchion）

### 電視演出
- 利家與松（大河劇）（前田秀繼）
- 北條時宗（大河劇）（足利家時）

### 電影演出
- 紐約黑幫
- 烏龍大反擊
- 聖誕快樂再瘋狂（ジョーイ）
- 我的妹妹小桃子（りき）
- Animatrix（雅次）
- 神鬼奇航（威爾小時候）
- 我不害怕（ミケーレ）
- 小飛俠 (電影)（スライトリー）
- 亞瑟王（小時候的亞瑟）
- 警網雙雄（ウィリス）
- 十二生笑（ディラン）
- 波特萊爾的冒險（クラウス・ボードレール）
- 機器人歷險記（ロドニー12歲）
- 風雲人物（アマード）
- 孤雛淚（ノア・クレイポール）

## 外部連結
- （日語）公式簡介
- （日語）